# アメリカ緑の党
アメリカ緑の党（アメリカみどりのとう、英語: Green Party of the United States、略称: GPUS）は、アメリカ合衆国の政党。従来の政党との重要な差は、環境視点に立脚し中央集権的管理を拒絶する傾向がある点である。

## 概要
現在アメリカ合衆国には「緑の政治」を掲げる「緑の党」が複数存在するが、本党のアメリカ緑の党（Green Party of the United States）がその中では最大の政党である。二番手であったグリーンズ/緑の党アメリカ合衆国（Greens/Green Party USA）が2019年に解党したため、現在では他の「緑の政治」を標榜する多数の団体の中で本党が突出した規模を有する。
しかしながら本党を含めて、「緑の政治」を掲げる政党・団体の公認候補者が連邦議会議員及び大統領・副大統領として当選した例は無い。
2000年アメリカ合衆国大統領選挙では共和党のジョージ・W・ブッシュと民主党のアル・ゴアの事実上の一騎討ちであり、アメリカ緑の党公認候補のラルフ・ネーダーは、法的に公費援助が受けられる得票率5%獲得を目指した。しかし、ブッシュとゴアは接戦となり、緑の党支持者から比較的政策の近いゴアに票が流れたため、ネーダーの得票は2.74%にとどまった。
2008年アメリカ合衆国大統領選挙では、民主党を離党したシンシア・マッキニーを大統領候補に、ジャーナリストでヒップホップ・ダンサーであるローザ・クレメンテを副大統領候補に擁立している。いずれも黒人女性。ネーダーはこの回も党の候補として指名を得られず、無所属で立候補した。しかし、マッキニーは15万票余を獲得したに留まり、ネーダーも票を微増させたが大勢に影響はなかった。結果は、民主党のバラク・オバマが大差で勝利した。
2012年アメリカ合衆国大統領選挙では、内科医のジル・スタインを大統領候補として選挙を戦い、前回選挙の2倍、前々回の3倍以上となる39万票余を得た。
2016年アメリカ合衆国大統領選挙でも、前回同様スタインを大統領候補に指名し、合衆国人権ネットワーク事務局長のアジャム・バラカが副大統領候補に指名された。

## 全国委員会
アメリカ合衆国の二大政党と同様に党本部機能は全国委員会である緑の党全国委員会が有している。

### 全国委員長
党首職である全国委員長は二大政党では独任制で1人が就任しているが、アメリカ緑の党では合議制で複数人が就任する。
- Ahmed Eltouny
- Anita Rios
- Christopher Stella
- Garret Wasserman
- Margaret Elisabeth
- Rei Stone-Grover
- Tamar Yager